# Palmirsko cesarstvo
Palmirsko cesarstvo (260–273) je bilo cesarstvo, ki se je med krizo tretjega stoletja odcepilo od Rimskega imperija. Obsegalo je rimski provinci Sirija Palestina in Egipt in velik del Male Azije. 
V cesarstvu je v imenu svojega mladoletnega sina Vabalata vladala kraljica Zenobija. Prestolnica cesarstva je bila Palmira. 

## Kriza tretjega stoletja
Rimski imperij je kljub številnim krizam ostal trdna država od ustanovitve pod cesarjem Avgustom do umora cesarja Aleksandra Severja leta 235. Rimske legije so bile v vojni proti Sasanidskemu cesarstvu poražene in imperij je razpadel. Zaradi notranjih bojev za oblast so meje cesarstva postale zanemarjene in izpostavljene vedno pogostejšim vdorom Karpov, Gotov, Vandalov in Alemanov v Evropi in agresivnih  Sasanidov na vzhodu. 
Nazadnje so začeli cesarstvo napadati tudi od znotraj, dokler se niso leta 258 od njega odcepile province Galija, Britanija in Hispanija in ustanovile Galsko cesarstvo. 
Ker Rim ni mogel zaščititi vzhodnih provinc pred napadi Sasanidov, se je guverner Septimij Ordenat odločil, da bo s svojimi legijami, med katerimi se je najbolj izkazala XII. legija Fulminata, raje branil svoje province kot da bi se vpletal v boje za rimski prestol.

## Ustanovitev cesarstva
Odenata so leta 267 ali 268 umorili. Po njegovi smrti je v Palmirskem cesarstvu kot  rex consul imperator dux Romanorum (kralj, konzul, imperator in vodja Rimljanov) in corrector totius orientis (sovladar celega vzhoda) zavladal njegov mladoletni sin Vabalat.  Cesarstvo je v resnici iz ozadja vladala njegova mati Zenobija. Z legijami, ki jih je imela na razpolago, je zaradi notranjih sporov v Rimskem cesarstvu zlahka osvojila Egipt, Sirijo, Palestino, Azijo in Libanon in svojemu sinu in sebi podelila naslov avgusta. 

## Avrelijanova ponovna osvojitev vzhodnih provinc
Leta 270 je na rimski prestol prišel cesar Avrelijan, ki je v Italiji porazil Alemane in se potem obrnil proti vzhodu.
Malo Azijo je osvojil zlahka, ker so se vsa mesta od Bizanca do Tijane vdala brez ali z zelo malo odpora. Padec Tijane je prešel celo v legendo. Avrelijan je do takrat porušil vsa mesta, ki so se mu upirala, Tijani pa je prizanesel, ker se mu je v sanjah prikazal veliki filozof Apolonij Tijanski, katerega je zelo spoštoval. Apolonij ga je rotil in mu rekel: »Avrelijan! Če želiš vladati, se odpovej prelivanju krvi. Avrelijan! Če boš zmagal, bodi usmiljen.« Prizanesljivost se mu je obrestovala, ker se mu je v upanju, da se ne bo maščeval, brez odpora vdalo še več drugih mest. 
Avrelijan je leta 372 Zenobijo najprej porazil v bitki pri Imi in zatem še dokončno v bitki pri Emesi. Po šestih mesecih je njegova vojska stala pred vrati Palmire, ki se je vdala, ko je Zenobija pobegnila v Sasanidsko cesarstvo. Palmirsko cesarstvo je ugasnilo.  
Po kratkem spopadu s Perzijci in še enem v Egiptu z uzurpatorjem Firmom se je Avrelijan vrnil v Palmiro, ki se je ponovno uprla. Tokrat je svojim vojakom dovolil neomejeno plenjenje in pustošenje, po katerem se ni več opomogla. Avrelijan je postal znan kot Parthicus Maximus in  Restitutor Orientis (obnovitelj Vzhoda).

## Sklic
1. 1 2  Trevor Bryce (2014),  Ancient Syria: A Three Thousand Year History, Oxford University Press, str. 280.